# Asphondylia rochae
Asphondylia rochae är en tvåvingeart som beskrevs av Tavares 1918. Asphondylia rochae ingår i släktet Asphondylia och familjen gallmyggor. Inga underarter finns listade i Catalogue of Life.